# Mejasem Timur
Mejasem Timur is een bestuurslaag in het regentschap Tegal van de provincie Midden-Java, Indonesië. Mejasem Timur telt 8707 inwoners (volkstelling 2010).